# LSAT
LSAT или Law School Admission Test (вступительный тест для юридических вузов) — это стандартизированный тест, который проводится четырежды в год в специализированных центрах по всему миру. LSAT администрируется Советом по вступлению в юридические вузы (англ. Law School Admission Council, сокр. LSAC) и рассчитан на потенциальных поступающих в юридические вузы США. Тест разработан для оценки навыков чтения и словесно-логического мышления. Тестирование длится приблизительно полдня. Результаты LSAT используются при отборе абитуриентов в США, Канаде (только для программ по изучению общего права), Мельбурнском университете в Австралии и других странах, количество которых постоянно возрастает. Абитуриенту разрешается сдать LSAT не больше трёх раз в течение двух лет.
Впервые тест был разработан в 1948 году, чтобы обеспечить юридические вузы стандартизованным инструментом отбора абитуриентов в дополнение к среднему баллу аттестата. В нынешней форме тест используется с 1991 года. Предварительные оценки переводятся в окончательные результаты по шкале от 120 до 180, средний балл — около 150. При поступлении в юридический вуз абитуриент подаёт все свои результаты за последние пять лет. В августе 2013 года оплата за прохождение теста составляла 165 долларов США в Соединённых штатах и 164 канадских доллара в Канаде.

## История
В 1945 году Френк Баулз, директор приёмной комиссии юридического факультета Колумбийского университета, обратился с просьбой создать более эффективный вступительный тест, чем тот, который использовался в 1945 году. В ответ на эту просьбу был разработан LSAT. Требовалось создать тест, результаты которого соотносились бы с успеваемостью первокурсников, а не с количеством получивших лицензию юриста. К работе над проектом были приглашены представители Гарвардской юридической школы и Йельской школы права, которые заложили основы теста LSAT. Нью-Йоркский университет открыто заявил в информационном письме, что не убеждён «в целесообразности использования теста на выявление способностей при наборе студентов в школу права». Тем не менее, Нью-Йоркский университет – как и другие вузы, не сразу поддержавшие идею нового теста, – был готов экспериментировать. 10 ноября 1947 года прошла встреча, на которой собрались не только представители первых разработчиков проекта (Колумбийского, Гарвардского и Йельского университетов), но и других вузов. Участники обсудили структуру теста LSAT. Примечательно, что на этой встрече поднимался вопрос о том, как тестировать людей, получивших исключительно «техническое» образование и владеющих недостаточными знаниями в областях истории и литературы, но никакие специальные методы так и не были найдены. Первое тестирование прошло в 1948 году.

## Проведение теста
LSAC проводит тестирование LSAT четырежды в году: в июне, сентябре/октябре, декабре и январе. В июне начинается новый «цикл» тестирования, поскольку многие планируют поступать в вузы в следующем году. Обычно больше всего абитуриентов предпочитает сдавать тест в сентябре/октябре, меньше всего – в феврале. За период с 2011 по 2012 год (с июня 2011 по февраль 2012) было проведено 129 925 тестов LSAT. В сравнении с предыдущим годом этот показатель упал на 16%: тогда было проведено 155 050 тестов. Это самый резкий спад за последнее десятилетие.

## Структура теста
LSAT состоит из 5 секций: Logical Reasoning («логическое мышление»), Reading Comprehension («понимание прочитанного»), Analytical Reasoning («аналитическое мышление»), Writing Sample («пример письменной аргументации»), а также экспериментальная секция, за которую баллы не начисляются. В общем, современные тесты включают от 99 до 102 заданий, предполагающих оценивание в баллах. При тестировании используется несколько форм, где секции размещены в разном порядке, чтобы студентам было сложнее обмануть экзаменатора или догадаться, который из разделов – экспериментальный.

### Логическое мышление
LSAT включает две секции «Логическое мышление» - задания в этих секциях также называют «аргументами». Цель заданий этой секции – оценить умение тестируемых анализировать аргументацию. Каждый раздел состоит из 24-26 вопросов, время на выполнение составляет 35 минут.  В каждом вопросе сначала приводится краткое рассуждение или утверждение, после чего следует задание: определить допущение, на котором выстроено рассуждение, идентифицировать вывод, найти ошибки или упущения, подобрать другой тезис с похожей аргументацией или выбрать принцип, подтверждающий/опровергающий утверждение.

### Понимание прочитанного
Тест LSAT  включает одну секцию «Понимание прочитанного», которая состоит из четырёх текстов на 400-500 слов. К каждому из текстов даётся по 5-8 вопросов. Всего в секции 26-28 вопросов. Никакой закономерности в подборе текстов нет, но используются преимущественно отрывки, посвящённые юриспруденции, культуре, гуманитарным наукам, естествознанию и социологии. В заданиях обычно требуется определить главную мысль автора, найти конкретную информацию в тексте, сделать вывод на основе текста и/или описать структуру отрывка.
В июне 2007 года вместо одного из четырёх текстов было введено задание на «сравнительное чтение». В нём требуется прочитать два коротких отрывка, в которых излагаются две разных точки зрения на одну и ту же проблему. Задание на сравнительное чтение в чём-то сходно с заданием на аналитическое чтение из SAT и научной секцией АСТ.

### Аналитическое мышление
В современном варианте LSAT включает одну секцию «Аналитическое мышление», которую в просторечии называют «логическими играми». Секция состоит из четырёх «игр», которые делятся на несколько категорий: классифицирование, сопоставление и упорядоченное расположение элементов. В раздел «логических игр» входит 22-24 вопроса. В каждой игре сначала описывается исходное положение («этим вечером на встречу, возможно, придёт пять человек») и условия, определяющие взаимоотношения между элементами («если пришла Эйми, Боб не пришёл, если пришла Кэти, пришёл Дэн»). Далее требуется сделать вывод на основе этих утверждений («Каково максимальное количество людей, которые, возможно, придут на встречу?»). С такого рода заданиями часто возникают трудности, потому что описанные условия не дают единственно «правильного» варианта взаимоотношений между всеми элементами игры. Здесь нужно, скорее, проявить способность к анализу всех возможностей, вытекающих из указанных правил. В отдельных заданиях после описания исходных положений часто добавляются новые правила или модифицируются изначальные, что требует умения быстро переосмысливать полученную информацию. Секция «Аналитическое мышление» считается самым сложным разделом LSAT, который требует наиболее серьёзной и активной подготовки.

### Неоцениваемая экспериментальная секция
В современном варианте LSAT включает одну экспериментальную секцию, задания в которой постоянно меняются. Она используется для того, чтобы проверить эффективность новых вопросов для будущих тестов. Результаты этой секции не входят в итоговую оценку. Чтобы не исказить данные, тестируемым не говорят, какая из секций экспериментальная. Раньше она всегда шла одной из первых, но с октября 2011 года она может оказаться и ближе к концу теста. LSAC не сообщает, ни который по счёту экспериментальная секция шла раньше, ни где она будет в последующих тестах.

### Пример письменной аргументации
Письменное задание – последняя часть теста. В нём даётся характеристика проблемы и две точки зрения на неё. Тестируемый должен выбрать одну из точек зрения и обосновать её, приведя аргументы. Для этого задания подбираются не слишком острые проблемы, против которых у тестируемых обычно нет предубеждений. Здесь не может быть правильного или неправильного ответа, но очень важно уметь обосновать свою точку зрения и оспорить противоположную точку зрения.
За письменное задание не выставляются баллы. Цифровая копия эссе отправляется в приёмные комиссии вместе с соответствующим результатом LSAT. Учитывая, что почерк тестируемых не всегда разборчив, и качество изображения порой оставляет желать лучшего, некоторые приёмные комиссии сомневаются в пользе письменного задания. Кроме того, в большинство вузов нужно подать «личное заявление» в той или иной форме, по которому приёмные комиссии оценивают способность абитуриента письменно излагать информацию. Ввиду сложившихся обстоятельств некоторые приёмные комиссии не учитывают результаты письменного задания. Тем не менее, согласно результатам исследования, проведённого LSAC в 2006 году, эссе при отборе абитуриентов вообще не использовалось только в 6,8% из 157 вузов, участвовавших в опросе. 9,9% вузов постоянно рассматривали письменные задания, 25,3% учитывали его часто, 32,7% – иногда, 25,3% – редко.

## Подготовка к LSAT
LSAC рекомендует начинать подготовку к LSAT заранее, поскольку тест играет важную роль при поступлении в юридический вуз. К тому же, успех на экзамене обычно зависит от того, сколько времени было потрачено на подготовку. Структура LSAT и типы вопросов от года к году практически не меняются, что позволяет практиковаться в выполнении заданий, которые часто встречаются на тесте.
По мнению LSAC, следует изучить как минимум два официальных подготовительных теста (именуемых PrepTests), чтобы знать, какие типы вопросов встречаются на экзамене. Один такой тест можно скачать с официального сайта LSAC. Чтобы добиться максимального результата, рекомендуется тренироваться, придерживаясь установленных ограничений по времени и условий, в которых обычно проводятся тесты. Это поможет понять, с какими заданиями возникает больше всего трудностей, и сосредоточиться на них при дальнейшей подготовке. Кроме ограничений во времени, согласно с временными рамками реального теста, для воспроизведения реальных условий LSAT, часто советуют использовать только карандаши №2 по американской шкале твёрдости (русский аналог – ТМ), поскольку на LSAT разрешено пользоваться именно такими карандашами. Также можно использовать при подготовке бланки ответов, на которых правильный вариант нужно обводить кружком - как на реальном тесте.
С июня 1991 года в LSAT были внесены существенные изменения, поэтому более ранние тесты не стоит использовать при подготовке. Опубликованные тесты обычно называют PrepTests. В июне 1991 года вышел PrepTest1, в декабре 2013 – PrepTest71. Некоторые тесты LSAC уже не публикует (в частности с первого по шестой, а также 8-й, 17-й, 39-й и 40-й), хотя раньше они активно печатались. Впрочем, они выпускаются некоторыми компаниями по подготовке к тестам, получившими лицензию LSAC.
Некоторые студенты пользуются услугами компаний, занимающихся подготовкой к LSAT. Те, кто не записался на курсы, полагаются на учебники по LSAT, опыт прохождения тестов в прошлом, а также бесплатные интернет-ресурсы – например, блоги и форумы. Для подготовки к LSAT рекомендуется использовать типы вопросов, которые попадаются в LSAT постоянно. Нужно проходить официальные тренировочные тесты (PrepTests), учитывая временные рамки на каждую секцию (35 минут).
Обратите внимание на то, что многие подготовительные курсы LSAT предлагают подготовку с использованием неофициальных пособий, поскольку не хотят платить за использование утверждённых материалов LSAT. От этого страдают студенты. Прежде чем записаться на курсы, следует узнать, какие материалы будут использоваться во время подготовки.

## Оценивание результатов LSAT
LSAT – стандартизированный тест в том смысле, что LSAC подгоняет предварительные оценки под ожидаемую норму в связи с тем, что некоторые экзамены могут оказаться сложнее, чем другие. Стандартизированные баллы выставляются по шкале от 120 до 180.
В отличие от SAT, система оценивания LSAT не отображает количество правильных ответов тестируемого. Соотношение между количеством правильных ответов («предварительной оценкой») и итоговым результатом определяется ещё до проведения экзамена с помощью метода приравнивания. Это значит, что правила переведения баллов устанавливаются заранее, а количество правильных ответов может варьироваться от теста к тесту.
Итоговые оценки напоминают гауссову кривую, где все крайние показатели исключаются, и главный упор делается на усреднённое значение. Так, разница между 175 и 180 баллами может состоять в 3-5 ответах, тогда как между 155 и 160 – в 9 или больше. Точное количество правильных ответов слегка варьируется от теста к тесту, но колебания несущественны. Как правило, 50% правильных ответов соответствуют примерно 151 баллу, 90% – около 165, 99%  – около 173. Если тестируемый получил 178 баллов и выше, это значит, что количество правильных ответов составляет 99,9%.
Отменить свой результат можно в течение шести календарных дней после теста – до того, как тестируемый узнает, сколько баллов он получил. В таком случае LSAC сообщает в юридические вузы, что абитуриент сдал экзамен, но не передаёт его результаты. Обычно тестируемые получают свои баллы по электронной почте в течение трёх-четырёх недель после теста. Существует процедура подачи официальной жалобы: на нарушения со стороны экзаменатора или других тестируемых, а также иногда на задания. В редких случаях оценка за тот или иной вопрос исключалась из итогового результата.
Экономист Университета Северного Техаса Майкл Несвядоми провёл в 1998, 2006 и 2008 годах ряд исследований, основываясь на данных LSAC. В недавнем исследовании экономист использовал классификацию LSAC, в которых тестируемых распределили по 162 группам в соответствии с их специализацией. Несвядоми разделил их на 29 категорий и получил средний балл для каждой специализации.
- Математика/физика: 160,0
- Экономика и философия/теология: 157,4
- Международные отношения: 156,5
- Технические науки: 156,2
- Государственное управление/услуги: 156,1
- Химия: 156,1
- История: 155,9
- Междисциплинарные науки: 155,5
- Иностранные языки: 155,3
- Английский язык: 155,2
- Биология/естествознание: 154,8
- Гуманитарные науки: 154,2
- Информатика: 154,0
- Финансы: 153,4
- Политология: 153,1
- Психология: 152,5
- Общеобразовательные предметы: 152,4
- Антропология/география: 152,2
- Бухгалтерский учёт: 151,7
- Журналистика: 151,5
- Социология/социальная служба: 151,2
- Маркетинг: 150,8
- Деловое администрирование: 149,7
- Образование: 149,4
- Управление предприятием: 149,1
- Здравоохранение: 148,4
- Введение в правоведение: 148,3
- Уголовное правосудие: 146,0

## Использование результатов теста при отборе абитуриентов в юридические вузы
Тест LSAT считается важным инструментом приёма студентов в юридические вузы наряду со средним баллом аттестата. Многие приёмные комиссии весьма требовательны к абитуриентам, и LSAT служит одним из методов отбора наиболее подходящих претендентов.
Кроме того, по мнению LSAC, результаты теста позволяют прогнозировать успеваемость студента юридического вуза (SAT и АСТ служат таким инструментом для учащихся в колледжах). На оценки в аттестате не всегда можно положиться, во-первых, поскольку на них влияет выбранная студентом нагрузка, во-вторых, из-за завышения оценок, которое может быть распространено в одном вузе и практически не встречаться в другом. Некоторые юридические факультеты – например, в Джорджтаунском и Мичиганском университетах – ввели программы, которые позволяют не учитывать результаты LSAT, для отдельных студентов, средний балл аттестата которых составляет 3,8.
LSAC сообщает, что проведённые советом исследования подтверждают эффективность LSAT при отборе абитуриентов. По данным LSAC, результаты теста соответствуют успеваемости студентов-первокурсников с точностью в среднем 0,41 (2001 год) и 0,40 (2002). Хотя соответствие несколько варьируется в зависимости от учебного заведения, результаты теста, по мнению LSAC, лучше отображают успеваемость студентов на первом курсе юридического вуза, нежели средний балл аттестата. LSAC утверждает, что сегодня не существует инструмента, который позволил бы делать более точные прогнозы. Средний балл аттестата – недостаточно надёжный показатель, поскольку он меняется в зависимости от учебного заведения и предметов, которые изучал студент. LSAT может служить мерилом способностей студента, поскольку его результаты статистически нормированы. В 2011 году Американская ассоциация юристов рассматривала возможность порекомендовать приёмным комиссиям юридических вузов отказаться от требования результатов LSAT при отборе абитуриентов. Есть мнение, что упор на тест не позволяет разнообразить контингент учащихся.
Большинство приёмных комиссий использует формулу, по которой за результатом LSAT и средним баллом аттестата закрепляется определённое значение, после чего эти цифры суммируются. Такая совокупная статистика лучше соотносится с успеваемостью студентов на первом курсе, чем только результаты LSAT или средний балл аттестата. Впрочем, почти все юридические вузы используют разные формулы, в которых результату LSAT и среднему баллу аттестата присваивается разное значение.

## Повторные тесты LSAT
Проходить тест разрешается только трижды в течение двух лет, хотя для отдельных студентов LSAC делает исключение. В период подачи документов на поступление в юридические вузы отправляются все результаты за каждые пять лет, а также средний результат, подсчитанный на основе всех пройденных тестов. Многие приёмные комиссии набирают студентов по самому высокому из зафиксированных баллов, другие используют средний показатель. Иногда самый высокий балл учитывается в том случае, если разница между самым высоким и самым низким результатом превышает определённое число.
За последние годы изменилась процедура, по которой юридические факультеты подают отчёт о результатах LSAT своих первокурсников в Американскую ассоциацию юристов. В июне 2006 года ассоциация пересмотрела правило, которое обязывало юридические вузы сообщать средние показатели по LSAT, если студент проходил тест несколько раз. Сейчас юридические факультеты сообщают только высшие баллы по LSAT студентов, которые проходили тест несколько раз. В связи с этим многие приёмные комиссии тоже начали рассматривать только самые высокие результаты, поскольку они способствуют продвижению юридических вузов в рейтингах таких уважаемых изданий, как US News & World Report.

## Споры вокруг дактилоскопической регистрации
С октября 1973 года у тестируемых снимали отпечатки пальцев. Мера была принята в связи с тем, что некоторые студенты нанимали людей, которые проходили тест вместо них.
Дискуссии вспыхнули вокруг требования проходить дактилоскопическую регистрацию в день теста. Хотя LSAC не сохраняет отпечатки пальцев в цифровом формате, некоторых беспокоит вероятность того, что доступ к отпечаткам получит Министерство внутренней безопасности США. По просьбе канадского комиссара по защите персональных данных в сентябре 2007 года LSAC внёс изменения в правила регистрации. С тех пор у канадцев больше не снимают отпечатки пальцев перед тестом – вместо этого они должны предоставить свою фотографию. С июня 2011 года нововведение распространилось на США и Карибские острова, т.е. проходить дактилоскопическую регистрацию больше не требуется.